# Magdalena (řeka)
Magdalena (španělsky Río Magdalena) je nejdelší řeka na území Kolumbie, v severozápadní části Jižní Ameriky. Název je odvozen od biblické postavy Marie Magdaleny. Je 1540 km dlouhá. Povodí má přibližně rozlohu 260 000 km².

## Průběh toku
Řeka pramení na jihu Kolumbie v Centrální Kordilleře a prvních 100 km má charakter horské řeky. Stéká ze svahů And na rozhraní mezi Centrální a Východní Kordillerou a do města Nape pokračuje severním směrem (640 km) v mezihorské propadlině mezi těmito dvěma hřbety, která je široká 30 až 60 km. Níže se dolina řeky rozšiřuje a pod městem El Banco vtéká řeka do propadliny Momposino s množstvím bažin a jezer. Vytváří zde dvě ramena. Západní vodnější rameno Lobo přijímá levé přítoky (Cauca, San Jorge) a východní rameno Mompos přijímá pravý přítok Sesar (na břehu tohoto říčního ramene leží mimo jiné i město Santa Cruz de Mompox figurující na seznamu světového kulturního dědictví UNESCO). Do Karibského moře se vlévá u významného kolumbijského přístavu Barranquilla. Magdalena je splavná pouze na svém dolním toku. Největším levostranným přítokem je řeka Cauca.

## Vodní režim
Průměrný průtok vody v místech, kde řeka vtéká do Karibské nížiny činí 8000 až 10 000 m³/s. Nejvyšší je od dubna do května a od září do listopadu, kdy jsou zaplavovaná rozsáhlá území na dolním toku. Nejnižší je od prosince do března a od července do srpna.

## Využití
Pravidelná vodní doprava končí na dolním toku u peřejí u města On. Lodě tak jezdí téměř 880 km z Barranquilly do města La Dorada. Další úsek umožňuje dopravu pro lodě s malým ponorem mezi městy Neiva a ústí při velké vodě. Na dolním toku byl vybudován 113 km dlouhý plavební kanál Dique k přístavu Cartagena.